# خانه محمد ابراهیم صداقت
خانه محمد ابراهیم صداقت مربوط به دوره قاجار است و در شهرستان خاتم، بخش مروست، دهستان هرابرجان، روستای ترکان واقع شده و این اثر در تاریخ ۱۶ دی ۱۳۸۷ با شمارهٔ ثبت ۲۴۴۲۶ به‌عنوان یکی از آثار ملی ایران به ثبت رسیده است.